# Beat Feuz
Beat Feuz, född 11 februari 1987, är en schweizisk alpin skidåkare. Han debuterade i världscupen 10 december 2006 i Reiteralm. 
Sin första seger i världscupsammanhang tog han i störtloppet 11 mars 2011 i Kvitfjell, Norge. Dagen efter kom han trea i det andra störtloppet.
I totala världscupen säsongen 2011/2012 kom Feuz på andra plats, 25 poäng efter segraren Marcel Hirscher. Även i störtloppscupen och kombinationscupen slutade Feuz tvåa. I super-G slutade han på tredje plats.
Beat tog sin första mästerskapsmedalj i seniorsammanhang vid Världsmästerskapen i alpin skidsport 2015 när han kom trea i störtloppet. 
Vid olympiska vinterspelen 2022 i Peking tog Feuz guld i störtlopp.

## Världscupsegrar
| Datum            | Plats                  | Disciplin |
| ---------------- | ---------------------- | --------- |
| 11 mars 2011     | Kvitfjell              | Störtlopp |
| 16 december 2011 | Val Gardena            | Super-G   |
| 14 januari 2012  | Wengen                 | Störtlopp |
| 11 februari 2012 | Sotji                  | Störtlopp |
| 2 mars 2012      | Kvitfjell              | Super-G   |
| 16 mars 2016     | Sankt Moritz           | Störtlopp |
| 17 mars 2016     | Sankt Moritz           | Super-G   |
| 25 november 2017 | Lake Louise            | Störtlopp |
| 13 januari 2018  | Wengen                 | Störtlopp |
| 27 januari 2018  | Garmisch-Partenkirchen | Störtlopp |
| 21 januari 2021  | Kitzbühel              | Störtlopp |
| 24 januari 2021  | Kitzbühel              | Störtlopp |